# 요린 테르 모르스
요린 테르 모르스(네덜란드어: Jorien ter Mors, 1989년 12월 21일~)는 네덜란드의 여자 쇼트트랙·스피드 스케이팅 선수이다.
쇼트트랙 선수로 각종 국제대회에 참가하기 시작했다. 2012년부터는 스피드 스케이팅 대표로도 선발되어, 쇼트트랙과 스피드 스케이팅 양 종목을 병행하고 있다. 2014년 동계 올림픽에서도 쇼트트랙과 스피드 스케이팅 종목에 모두 참가했다. 쇼트트랙에는 4개 전종목에 참가했으며, 스피드 스케이팅에는 1500m와 팀추월의 2개 종목에 참가했다. 주종목인 쇼트트랙에서는 메달을 따지 못했으나, 스피드 스케이팅에서는 1500m에서 올림픽 신기록을 세우며 예상 외의 금메달을 획득하며 주목을 받은 데 이어, 팀 추월에서도 금메달을 땄다. 2018년 동계 올림픽에서도 쇼트트랙 스피드스케이팅과 롱트랙 스피드스케이팅 양 종목에 출전하였다. 롱 트랙 스피드스케이팅 1,000m 종목에 출전해 강력한 우승자로 예상되었던 일본의 고다이라 나오를 꺾고 금메달을 차지했으며 주종목인 쇼트트랙에서도 여자 3,000m 계주에서 동메달을 따내 처음으로 주종목에서도 메달을 땄다. 특히 쇼트트랙 여자 3,000m 계주 동메달은 참으로 극적이었는데 본래 네덜란드는 준결승전에서 3위에 그쳐 파이널 B에 출전했다. 그리고 파이널 B에서 우승을 차지했는데 결승전에서 중국과 캐나다가 경기 도중 부정행위를 한 사실이
발각되어 차례로 실격을 당하며 1위로 통과한 대한민국이 변함없이 금메달, 4위로 통과한 이탈리아가 은메달을 승계받았고 파이널 B 우승국인 네덜란드가 동메달을 승계받았다. 그 덕분에 테르모르스는 처음으로 자신의 주종목이었던 쇼트트랙에서 메달을 획득하는데 성공했다.
2018년 동계 올림픽이 끝난 후엔 앞으로는 롱 트랙 스피드스케이팅에만 전념할 계획이라고 한다.